# Bitwa pod Arcole
Bitwa pod Arcole – starcie zbrojne, które miało miejsce w dniach od 15 do 17 listopada 1796 roku podczas wojny Francji z pierwszą koalicją.
Armia austriacka (24 000 żołnierzy) dowodzona przez generała Alvincziego maszerowała na Weronę. Bonaparte mający ze sobą 20 000 żołnierzy postanowił zaskoczyć przeciwnika i uderzyć na jego lewe skrzydło przez bagnisty teren znajdujący się w widłach rzek Adygi i Alpone. 
W okolicach miejscowości Ronco wojska francuskie przeprawiły się przez Adygę i uderzyły na Austriaków. Znajdujący się na lewym skrzydle francuskim Masséna nacierał w kierunku Porcile, natomiast znajdujący się na prawym skrzydle francuskim Augereau prowadził atak w kierunku Arcole, gdzie stał most na rzece Alpone. Atak Massény zakończył się pełnym powodzeniem, jednak dywizja Augereau, będąc na wschodnim brzegu rzeki Alpone, dostała się pod silny ogień austriackiej artylerii. W tej sytuacji Bonaparte, chcąc przedostać się na drugi brzeg, osobiście poprowadził szturm na most pod Arcole i zdobył go. Ponadto Francuzi sforsowali Adygę poniżej ujścia rzeki Alpone. Pomimo tego Austriakom udało się jednak uniknąć osaczenia i wycofać się. 
Bonaparte zarządził 16 listopada odwrót, licząc na to, że nieprzyjaciel skusi się i zaatakuje wycofujących się Francuzów. Alvinczi postąpił zgodnie z nadziejami Bonapartego i zaatakował. Francuzi odparli atak Austriaków i 17 listopada sami przeszli do natarcia. Sukces Massény na lewym skrzydle spowodował, że Austriakom pod Arcole zagroziło oskrzydlenie. By tego uniknąć rozpoczęli odwrót na Montebello. Pobici Austriacy stracili ok. 6 200 żołnierzy. Natomiast Francuzi odnotowali straty 4 800 ludzi.
Bitwa ta jest wymieniona na Łuku Triumfalnym w Paryżu.